# Mochlobates affinis
Mochlobates affinis är en kvalsterart som först beskrevs av Banks 1895.  Mochlobates affinis ingår i släktet Mochlobates och familjen Mochlozetidae. Inga underarter finns listade i Catalogue of Life.